# ژان دل وال
ژان دل وال (فرانسوی: Jean Del Val‎; ۱۷ نوامبر ۱۸۹۱ – ۱۳ مارس ۱۹۷۵) یک هنرپیشه اهل فرانسه بود.
از فیلم‌ها یا برنامه‌های تلویزیونی که وی در آن نقش داشته‌است می‌توان به کازابلانکا، مضحک‌روی، زنگ‌ها برای که به صدا در می‌آیند، آوای برنادت، لبه تیغ، گروهبان یورک، کن کن، میدان جنگ، زندگی با پدر، عنکبوت، تا تاریکی صبر کن، تامپیکو اشاره کرد.